# Winger (banda)
Winger é uma banda estadunidense de hard rock formada em 1987 em Nova Iorque.

## História

### Início da carreira
Kip Winger é um cantor, compositor e baixista americano, de Denver. Estudou música clássica na sua adolescência. Começou estudando em Nova York e depois voltou para Denver, com o propósito de estudar na universidade de lá. Ao mesmo tempo que estudava ballet clássico, Kip compunha suas canções voltadas para o Rock. Suas maiores influências eram Yes, Jethro Tull e Alice Cooper.
Em 1982 Kip retornou a Nova York e procurou seu velho conhecido que havia se tornado um conceituado produtor: Beau Hill.
Kip começou a fazer trabalhos de freelancer; compunha e fazia arranjos de estúdio juntamente de Beau. A ideia de Kip era formar uma banda, mas estava difícil achar os componentes ideais. Suas contribuições mais relevantes até então estão no álbum de Fiona “Beyond the pale” e do Kix, onde ele co-escreveu a canção “Bang Bang”.
Em 1986, surge a grande oportunidade de Kip. Alice Cooper procurava por um baixista para gravar o álbum “Constrictor”, e ele conseguiu a vaga. Durante a turnê do álbum, ele aproveitava os momentos vagos para preparar o material para o álbum de sua banda que já tinha mais dois integrantes: Paul Taylor e Reb Beach. Paul Taylor também fazia parte do time de Alice Cooper e Reb Beach, apesar de jovem, já tinha tocado com diversos músicos de peso, como Bee Gees. Para fechar o time, ele contactou o renomado baterista Rod Morgenstein, que fazia parte da banda Dixie Dregs, que aceitou o convite.
Após Kip gravar mais um álbum com Alice Cooper, a banda entrou em estúdio para a gravação de estreia. Inicialmente a banda se chamaria Sahara, mas por sugestão de Alice, eles usariam o sobrenome de Kip. Como o Van Halen, a banda se chamaria apenas Winger.
O disco foi elogiado pela crítica. O single “Seventeen” empolgou os produtores que queriam mais. Assim sendo sai em 90 “In the heart of The Young”. O disco consegue destaque no cenário devido ao hit “Miles Away”. O Winger parte para a estrada junto de bandas como Scorpions, Kiss e Slaughter. "Miles Away" também entrou na trilha sonora internacional da novela global Felicidade, em 1991.

### Relacionamento com a MTV
Na série animada Beavis and Butt-head, que foi ao ar na MTV em meados dos anos 1990, o Winger foi alvo constante de exposição ao ridículo. Na série, Stewart – o vizinho gordinho que é alvo de bullying e tenta ser aceito – sempre usa uma camiseta do Winger. Enquanto comentam vídeos, Beavis e Butt-head sempre se referem aos integrantes do Winger como "bichinhas", especialmente o vídeo da canção "Seventeen". De acordo com Mike Judge, criador da série, isto deve-se ao fato de Kip Winger ter dito à MTV que não iria deixar que eles fizessem piadas com a banda. Numa entrevista de 2005, Reb Beach declarou que o tratamento recebido foi responsável pelo declínio na popularidade da banda:
| “ | Nós lançamos o álbum estávamos na estrada, e perdemos o chão da noite para o dia. Um cara nos mostrou, no ônibus, uma cópia de um episódio de Beavis and Butt-head onde eles sacaneavam um nerd que usava uma camiseta do Winger. Eles iam na casa dele, onde todos eram um bando de perdedores, e todos usavam camisetas do Winger, até o cachorro. Naquela semana, nossos shows começaram a esvaziar, e nossas vendas de discos despencaram. A canção "Down Incognito" estava decolando nas rádios quando os DJs a removeram das playlists, porque eles começaram a ficar envergonhados. Um mês depois, eu liguei para a gravadora Atlantic e disseram que ninguém conhecia o Winger. | ” |

### Anos 1990 em diante
Com a ascensão do grunge, o Winger assumiu uma nova postura. Em 1993, eles lançam "Pull". A banda se mostra como um trio, já que Paul Taylor preferiu dedicar-se a outros projetos. O disco não tem a mesma repercussão dos dois anteriores, apesar de Kip dizer até hoje que é o melhor disco que ele já fez em sua carreira.
O Winger resolver se separar, e Kip começa a trabalhar em um álbum solo, quando uma tragédia acontece, sua esposa Beatrice morre em um acidente de carro. O disco é lançado com o nome de "This Conversation Seems Like a Dream". Kip parte para uma turnê acústica, e logo em seguida grava “Down Incognito”, um álbum com versões acústicas de seus sucessos e dos sucessos de sua banda. Mergulhado em melancolia, Kip solta mais um álbum solo em 2000, batizado de “Songs from the Ocean Floor”, um álbum dedicado a sua esposa falecida.
Com os anos seguintes, Kip resolve começar uma nova era. Procurando esquecer a melancolia do último álbum solo, ele coloca o Winger novamente na ativa e desta vez a banda volta como um quinteto. Além de Reb Beach, Rod Morgenstein, soma-se mais um guitarrista chamado John Roth e o talentoso músico Cenk Eroglu. É lançado o álbum "Winger IV", em 2006. O trabalho é bastante diferente dos anteriores, mais maduro.
Em 2008 Kip lança seu terceiro trabalho solo "From The Moon To The Sun". Assim como nos álbuns solos anteriores, Kip mostra um trabalho experimental, distinto do trabalho realizado na banda. Nos solos ele usa de elementos diferentes, insere novos instrumentos nos arranjos, como arpas e violinos, as guitarras não são tão pesadas e os recursos vocais se mostram mais elaborados.
Em 2009, com a mesma formação do disco Winger IV, porém sem Cenk Eroglu, a banda apresenta seu quinto álbum, "Karma", que foi muito elogiado pela crítica e é, segundo muitos, o melhor trabalho da banda. Com um som mais pesado e com letras bastante consistentes, o disco teve significativa repercussão no exterior, embora no Brasil não seja tão conhecido.
A banda tem duas coletâneas, "The Very Best OF Winger", de 2001 e "Winger Live" de 2007. Um outro álbum que merece atenção é o "Demo Anthology", essa compilação contém mais de 20 faixas em suas versões "demo", ou seja, a versão originalmente gravada, sem edições. Faixas como "Madeleine", "In the Heart of the Young" e várias outras, tem significativa diferença das versões que foram lançadas nos discos. A compilação traz ainda músicas não lançadas oficialmente.
Em 2014 a banda se reúne mais uma vez e lança "Better Days Comin´", trazendo inclusive o show de divulgação desse álbum ao Brasil, no início de 2015, nas cidades de São Paulo, Rio de Janeiro, Belo Horizonte e Porto Alegre. O álbum vem sendo muito elogiado pela crítica e inova no sentido de acrescentar alguns elementos de rock progressivo, como na música "Tin Soldier". Kip Winger assume a produção, edição e mixagem do álbum.
Kip Winger vem empregando todo seu talento nos vocais e baixo de sua banda, mas também apresenta seus shows acústicos solo ao redor do mundo, além dos trabalhos paralelos como produtor musical e compositor de música clássica. Reb Beach, hoje um respeitado guitarrista, divide seu tempo entre Winger e Whistesnake. Rod Morgenstein, baterista renomado, também divide seu tempo entre Winger, a banda Dixie Dregs e sua atuação como professor de bateria em uma universidade americana. John Roth além de segundo guitarrista do Winger também atua na banda Starship.

## Discografia

### Álbuns de estúdio
- Winger (1988)
- In the Heart of the Young (1990)
- Pull (1993)
- IV (2006)
- Karma (2009)
- Better Days Comin' (2014)
- Seven (Winger VII) - 2023

### Álbuns ao vivo
- Winger Live (2007)

### Compilações
- The Very Best of Winger (2001)
- Demo Anthology (2007)

## Singles
| Ano  | Título                    | Posições nas paradas | Posições nas paradas | Álbum                     |
| Ano  | Título                    | US Hot 100           | US Mainstream Rock   | Álbum                     |
| 1988 | "Madalaine"               | -                    | #27                  | Winger (Sahara)           |
| 1989 | "Seventeen"               | #26                  | #19                  | Winger (Sahara)           |
| 1989 | "Headed for a Heartbreak" | #19                  | #8                   | Winger (Sahara)           |
| 1989 | "Hungry"                  | #85                  | #34                  | Winger (Sahara)           |
| 1990 | "Can't Get Enough"        | #42                  | #6                   | In the Heart of the Young |
| 1990 | "Miles Away"              | #12                  | #14                  | In the Heart of the Young |
| 1991 | "Easy Come Easy Go"       | #41                  | #20                  | In the Heart of the Young |
| 1993 | "Down Incognito"          | -                    | #15                  | Pull                      |